# 片山虎之助
片山虎之助（1935年8月2日—），日本政治家，現任大阪維新會共同代表。日本消防協會最高顧問及日本防火協會會長。出生在岡山縣笠岡。歴任参議院議員（第3期）、郵政大臣（第70代）、自治大臣（第58代）、總務廳長官（第29代）、總務大臣（第1代）。

## 生平
1935年8月出生于岡山縣，1958年3月於東京大學法學部畢業。大學的討論會行政法。
1958年4月，地方自治廳入廳。1984年8月，自治省行政局行政課長。1985年4月，岡山縣副知事。1987年5月，消防廳次長。
1989年，參議院議員通常選舉初次當選。
2001年1月，初代總務大臣。

## 政見
- 反對導入選擇性夫婦別姓制度[3]。

## 爭議事件

### 收受補助金企業之政治献金
2015年被揭發違反《政治資金規正法》收受被禁止提供政府援助金的企業所提供的政治献金。

### 熊本地震失言
因2016年熊本地震事發時日本政界正就参衆兩院應否改為同日選舉及消費税應否繼續上調作討論，片山對此的国会兩院議員懇談会内表示地震將對政局造成影響「是個時間恰到好處的地震」，此一豪語引隨機來各界批評。事後片山撤回言論並表達歉意，表示本意是想緩和會議的緊張氣氛，但未有考慮到遣字用語為受災者帶來傷害，對此感到由衷抱歉，強調地震的確為政局未來動向帶來影響。 

## 所属団体・議員連盟
- 日韓議員連盟
- 日本消防協会（最高顧問、元会長）
- 日本防火協会（会長）
- 日本バーテンダー協会中国地区本部（名誉顧問）

## 荣誉
- 旭日大绶章（2023年11月3日公布[7]）